# Colorado Caribous
Caribous of Colorado is een voormalige Amerikaanse voetbalclub uit Denver, Colorado. De club werd opgericht in 1978 en later dat seizoen opgeheven. Het thuisstadion van de club was het Mile High Stadium dat plaats bood aan 76.000 toeschouwers. Ze speelden één seizoen in de North American Soccer League. Daarin werd geen aansprekend resultaat behaald.

## Verhuizing
Na het seizoen in 1978 verhuisde de club naar Atlanta, Georgia om de clubnaam te veranderen naar de Atlanta Chiefs.